# Малкоч (Молдова)
Малкоч (рум. Malcoci, Малкочи) — село в Яловенском районе Молдавии. Относится к сёлам, не образующим коммуну.

## География
Село расположено на высоте 178 метров над уровнем моря.

## Население
По данным переписи населения 2004 года, в селе Малкоч проживает 2448 человек (1186 мужчин, 1262 женщины).
Этнический состав села:
| Национальность | Число жителей | Процентный состав |
| -------------- | ------------- | ----------------- |
| молдаване      | 2371          | 96.85             |
| румыны         | 37            | 1.51              |
| цыгане         | 16            | 0.65              |
| русские        | 11            | 0.45              |
| украинцы       | 5             | 0.2               |
| гагаузы        | 2             | 0.08              |
| прочие         | 6             | 0.25              |
| Всего          | 2448          | 100%              |